# 491 Carina
491 Carina è un asteroide della fascia principale del diametro medio di circa 97,29 km. Scoperto nel 1902, presenta un'orbita caratterizzata da un semiasse maggiore pari a 3,1883183 UA e da un'eccentricità di 0,0896882, inclinata di 18,88495° rispetto all'eclittica.
L'origine del suo nome è sconosciuta.